# FC Gintra
Fútbol Club Gintra é um clube feminino de futebol fundado em 1999, sob o nome de Futbolo klubas Gintra, uma das principais equipes da lituano da cidade de Šiauliai.
Disputa a Primeira Divisão Feminina, conquistou quatro títulos da liga.

## História
O clube foi fundado de 1999.

## Títulos
- feminino A lyga: 23

1999, 2000, 2003, 2006, 2007, 2008, 2009, 2010, 2011, 2012, 2013, 2014, 2015, 2016, 2017 2018, 2019, 2020, 2021, 2022, 2023, 2024
- feminino Copa da Lituânia: 12

2005, 2006, 2007, 2008, 2009, 2010, 2011, 2012, 2013, 2014, 2015, 2016
- feminino Super Copa da Lituânia: 1

2006

## Elenco
Atualizado em 20 de janeiro de 2025.
Nota: Bandeiras indicam equipe nacional, conforme definido pelas regras de elegibilidade da FIFA. Os jogadores podem ter mais de uma nacionalidade não-FIFA.
| 1  | Lituânia       | G | Gabrielė Vasilenko  |  |  |  |  |  |
| 51 | Lituânia       | G | Aušra Klevečkaitė   |  |  |  |  |  |
|    |                |   |                     |  |  |  |  |  |
| 16 | Lituânia       | M | Eitvydė Partikaitė  |  |  |  |  |  |
| 4  | Lituânia       | D | Algimante Mikutaitė |  |  |  |  |  |
| 5  | Brasil         | D | SABRINA             |  |  |  |  |  |
| 7  | Lituânia       | A | Meida Proscevičiūtė |  |  |  |  |  |
| 28 | Lituânia       | A | Erika Šupelytė      |  |  |  |  |  |
|    | Lituânia       | A | Agnieška Kazarina   |  |  |  |  |  |
|    | Estados Unidos | M | Kaya Hawkinson      |  |  |  |  |  |
| 8  | África do Sul  | A | Sphumelele Shamase  |  |  |  |  |  |

## Jogadores de destaque
- Vestina Neverdauskaitė
- Karen Bender
- Kelen Bender
- Isadora Freitas
- Leandra Smeda